# Thymus guyonii
Thymus guyonii — вид рослин родини глухокропивові (Lamiaceae), ендемік Алжиру.

## Поширення
Ендемік Алжиру.